# Jost de Negker

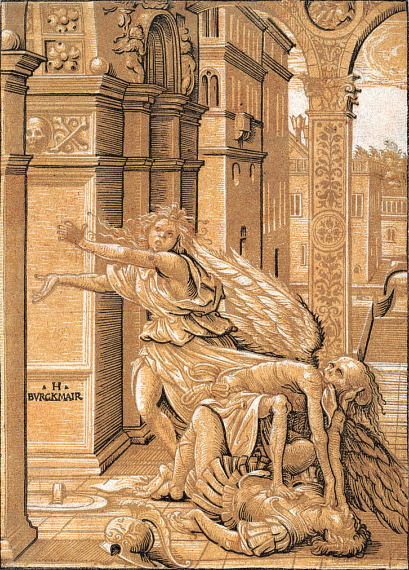
Amantes surpresos pela Morte, xilogravura em chiaroscuro em três cores por Hans Burgkmair, cortado por de Negker, 1510.

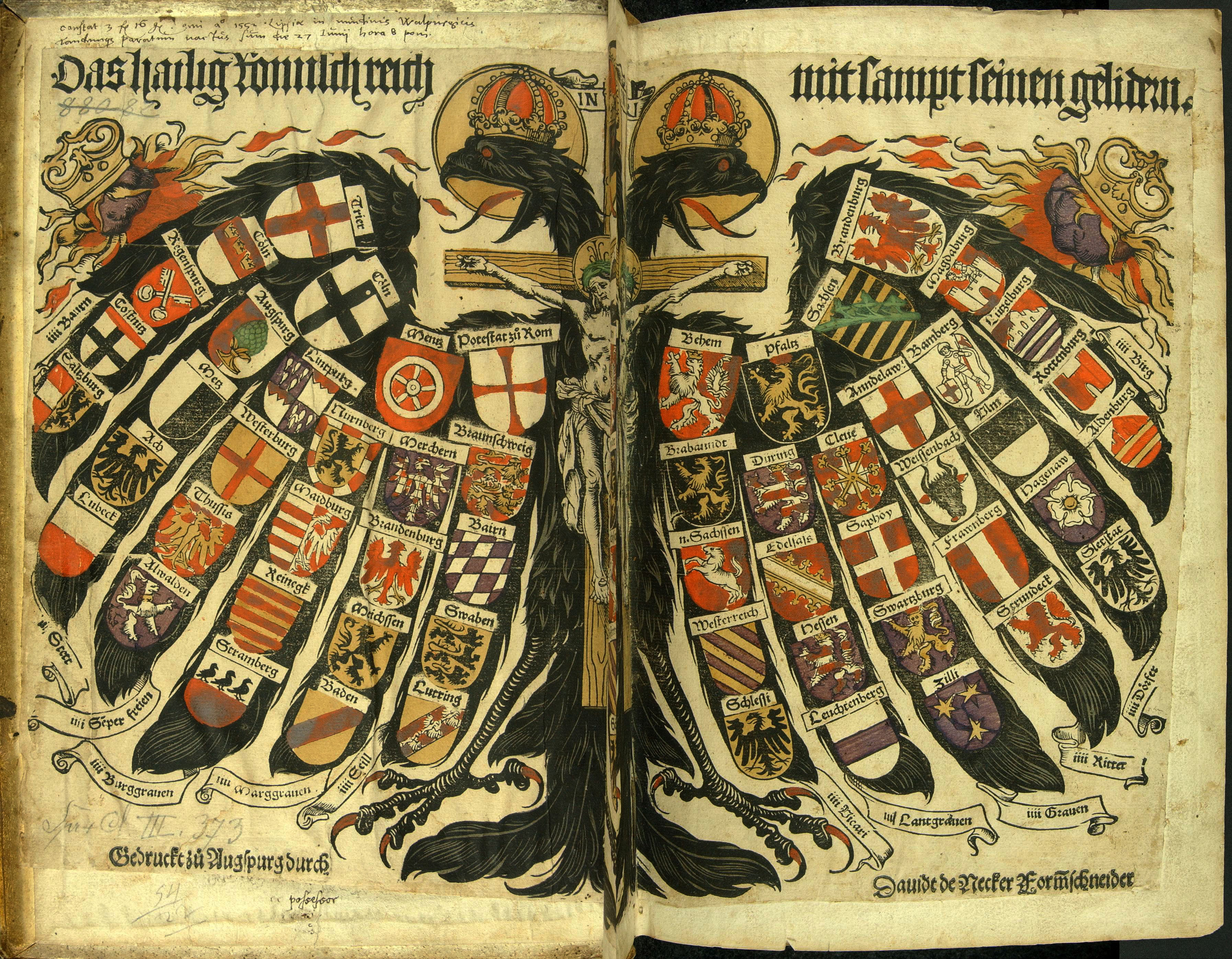
Xilogravura de Hans Burgkmair, 1510, cortado por Jost de Negker.

Jost de Negker (1485 - 1544) elaborou xilogravuras e também um impressor e editor de gravuras durante o começo do século XVI, na maior parte em Augsburg, Alemanha.  Para Adam von Bartsch, a qualidade de seu trabalho, junto com os de Hans Lützelburger e Hieronymus Andreae, foi tanta que pode ser considerado um excelente artista.
Nasceu na Antuérpia, em 1485, e trabalhou na Holanda em 1508, quando uma gravura que cortou para Lucas van Leyden foi publicada.  Trabalhou com Maximiliano I em seus projetos e cortou blocos para Hans Burgkmair e outros.
Após a morte de Maximiliano em 1519, de Negker se tornou mais um editor do que cortador, ficando com vários blocos, como os de Burgkmair, Hans Weiditz, o Jovem e outros. O negócio de Jost de Negker continuou até pelo menos o meio de 1560s por seu filho David de Negker, que saiu de Augsburg e trabalhou em Leipzig e Viena.